# Regionalwahl in Venetien 1970
Die Regionalwahl in Venetien 1970 fand am 7. und 8. Juni statt.

## Wahlergebnis
| Listen            | Listen                                           | Stimmen   | %    | Mandate |
| ----------------- | ------------------------------------------------ | --------- | ---- | ------- |
|                   | Democrazia Cristiana                             | 1.287.167 | 51,9 | 28      |
|                   | Partito Comunista Italiano                       | 417.204   | 16,8 | 9       |
|                   | Partito Socialista Italiano                      | 259.174   | 10,4 | 5       |
|                   | Partito Socialista Unitario                      | 189.246   | 7,6  | 3       |
|                   | Partito Liberale Italiano                        | 105.266   | 4,2  | 2       |
|                   | Partito Socialista Italiano di Unità Proletaria  | 86.030    | 3,5  | 1       |
|                   | Movimento Sociale Italiano                       | 81.369    | 3,3  | 1       |
|                   | Partito Repubblicano Italiano                    | 46.762    | 1,9  | 1       |
|                   | Socialdemocrazia                                 | 4.329     | 0,2  | –       |
|                   | Partito Democratico Italiano di Unità Monarchica | 4.092     | 0,2  | –       |
| Gesamt            | Gesamt                                           | 2.480.639 | 100  | 50      |
|                   |                                                  |           |      |         |
| Ungültige Stimmen | Ungültige Stimmen                                | 106.070   | 4,1  |         |
| Wähler            | Wähler                                           | 2.586.709 | 94,6 |         |
| Wahlberechtigte   | Wahlberechtigte                                  | 2.734.476 |      |         |